# Paulo Garcés
Paulo Andrés Garcés Contreras (ur. 2 sierpnia 1984 w Parral) – chilijski piłkarz grający na pozycji bramkarza.

## Kariera klubowa
Paulo Garcés zawodową karierę w 2003 w klubie CD Universidad Católica, którego jest wychowankiem. W Universidad Católica zadebiutował w lidze chilijskiej w 2003 w meczu z Santiago Wanderers.
Od 2004 był czterokrotnie wypożyczany do innych klubów Deportes Puerto Montt 2004 i 2007, meksykańskiego drugoligowca Lobos BUAP i Evertonu Viña del Mar w 2008). Z Universidadem zdobył mistrzostwo Chile w 2010. Dotychczas w lidze chilijskiej rozegrał 103 spotkania.
| Sezon | Klub                    | Kraj   | Rozgrywki        | Mecze | Bramki |
| ----- | ----------------------- | ------ | ---------------- | ----- | ------ |
| 2003  | CD Universidad Católica | Chile  | Primera División | 1     | 0      |
| 2004  | CD Universidad Católica | Chile  | Primera División | 0     | 0      |
| 2004  | Deportes Puerto Montt   | Chile  | Primera División | 18    | 0      |
| 2005  | CD Universidad Católica | Chile  | Primera División | 1     | 0      |
| 2006  | CD Universidad Católica | Chile  | Primera División | 2     | 0      |
| 2007  | CD Universidad Católica | Chile  | Primera División | 0     | 0      |
| 2007  | Deportes Puerto Montt   | Chile  | Primera División | 13    | 0      |
| 2008  | Lobos BUAP              | Meksyk | Liga de Ascenso  | 0     | 0      |
| 2008  | Everton Viña del Mar    | Chile  | Primera División | 6     | 0      |
| 2009  | CD Universidad Católica | Chile  | Primera División | 28    | 0      |
| 2010  | CD Universidad Católica | Chile  | Primera División | 28    | 0      |
| 2011  | CD Universidad Católica | Chile  | Primera División | 6     | 0      |

## Kariera reprezentacyjna
Garcés w reprezentacji Chile zadebiutował 23 stycznia 2011 w zremisowanym 1-1 towarzyskim meczu z reprezentacji USA. W tym samym roku został powołany na turniej Copa América.